# Rally San Agustín de 1993
El Rally San Agustín de 1993, oficialmente 17.º Rally San Agustín, fue la decimoséptima edición y la sexta cita de la temporada 1993 del Campeonato de España de Rally. Se celebró del 24 al 25 de julio y contó con un itinerario de dieciséis tramos que sumaban un total de 155 km cronometrados.

## Clasificación final
| Pos. | Piloto                | Copiloto             | Automóvil                   | Tiempo  | Diferencia |
| ---- | --------------------- | -------------------- | --------------------------- | ------- | ---------- |
| 1.   | Luis Climent          | José Antonio Muñoz   | Opel Astra GSi 16V          | 1:49:31 | 0.0        |
| 2.   | Daniel Alonso         | Salvador Belzunces   | Ford Escort RS Cosworth     | 1:49:37 | +0:06      |
| 3.   | Borja Moratal         | Alfredo Rodríguez    | Peugeot 309 GTI 16          | 1:50:01 | +0:30      |
| 4.   | Josep María Bardolet  | Joaquim Muntada      | Opel Astra GSi 16V          | 1:52:19 | +2:48      |
| 5.   | José Piñón            | Fernando López       | Renault Clio 16V            | 1:53:30 | +3:59      |
| 6.   | Oriol Gómez           | Marc Martí           | Peugeot 106 XSi             | 1:55:21 | +5:50      |
| 7.   | Sergio Vallejo        | Diego Vallejo        | Peugeot 309 GTI 16          | 1:56:05 | +6:34      |
| 8.   | Miguel Martínez-Conde | Amadeo Aguirre       | Renault Clio 16V            | 1:56:10 | +6:39      |
| 9.   | Antonio Garrido       | José Alfredo Álvarez | Ford Sierra RS Cosworth 4x4 | 1:56:47 | +7:16      |
| 10.  | David Guixeras        | Carlos del Barrio    | Peugeot 309 GTI 16          | 1:56:53 | +7:22      |